# خرسانة الكبريت
خرسانة الكبريت (بالإنجليزية: Sulfur concrete)‏ هي مادة مركبة تستخدم للبناء.

## التكوين
تتكون بشكل رئيس من الكبريت والرّكام (بشكل عام ركام خشن مكوّن من الحصى والحجارة المفتتّة، وركام ناعم مثل الرّمل). لا يتكوّن هذه النوع من الخرسانات من الإسمنت والماء اللذين يعدّان من العناصر الرئيسة الدّاخلة في تكوين الخرسانة العاديّة. يتم تسخين خرسانة الكبربت إلى درجة حرارة الانصهار الخاصة بالكبريت (140 سْ)، وبعد التبريدـ تصل الخرسانة إلى أعلى قوّة لها، وهي لا تحتاج إلى معالجة بالماء لفترة طويلة.

## المميزات
تتميّز خرسانة الكبريت بمقاومتها لعدد من المركبات مثل الأحماض التي لها آثار تدميرية على الخرسانة العادية.

## الاستخدام
تم تعزيز وتطوير فكرة خرسانة الكبريت لاستخدامها كمادة بناء وذلك للتخلص من الكمبيات الكبيرة للكبريت المخزّن والمنتج من عملية نزع الكبريت المهدج للغاز والنفط، وهي عملية كيميائية يتم إجراؤها من أجل نزع وإزالة الكبريت من المنتجات والمشتقات النفطية عن طريق الهدرجة.
تم استخدام خرسانة الكبريت بكميات قليلة حيث كانت هناك ضرورة إلى معالجة سريعة أو مقاومة للأحماض.